# Mathias Leitner
Matthias „Hias” Leitner (ur. 22 września 1935 w Kitzbühel) – austriacki narciarz alpejski, wicemistrz olimpijski i wicemistrz świata.

## Kariera
Największy sukces w karierze Matthias Leitner osiągnął w 1960 roku, kiedy podczas igrzysk olimpijskich w Squaw Valley wywalczył srebrny medal w slalomie. W zawodach tych rozdzielił na podium swego rodaka Ernsta Hinterseera oraz Francuza Charlesa Bozona. Był to jedyny medal wywalczony przez niego na międzynarodowej imprezie tej rangi. Na rozgrywanych cztery lata później igrzyskach w Innsbrucku w tej samej konkurencji zajął 21. miejsce. Brał także udział w mistrzostwach świata w Bad Gastein w 1958 roku, gdzie zajął piąte miejsce w biegu zjazdowym. W 1960 roku zwyciężył w slalomie w zawodach Harriman Cup w Sun Valley, zawodach Lauberhornrennen w szwajcarskim Wengen i zawodach Arlberg-Kandahar we włoskim Sestriere, a dwa lata później był najlepszy w tej samej konkurencji w zawodach 3-Tre we włoskim Madonna di Campiglio.
W drugiej połowie lat 60' przeszedł na zawodowstwo, zdobywając tytuły zawodowego mistrza świata w latach 1966, 1967 i 1968 roku. Do 1999 roku pracował także jako trener w Austriackim Związku Narciarskim i Tyrolskim Związku Narciarskim. Wśród jego podopiecznych byli między innymi: Leonhard Stock, Stephan Eberharter i Benjamin Raich.
Jego brat Ludwig Leitner oraz synowa Michaela Gerg również uprawiali narciarstwo alpejskie.

## Osiągnięcia

### Igrzyska olimpijskie
| Miejsce | Dzień     | Rok  | Miejscowość  | Konkurencja | Czas biegu  | Strata  | Zwycięzca        |
| ------- | --------- | ---- | ------------ | ----------- | ----------- | ------- | ---------------- |
| 2.      | 24 lutego | 1960 | Squaw Valley | Slalom      | 2:08,9 min  | +1,4 s  | Ernst Hinterseer |
| 21.     | 8 lutego  | 1964 | Innsbruck    | Slalom      | 2:11,13 min | +8,51 s | Josef Stiegler   |

### Mistrzostwa świata
| Miejsce | Dzień     | Rok  | Miejscowość  | Konkurencja | Czas biegu  | Strata  | Zwycięzca        |
| ------- | --------- | ---- | ------------ | ----------- | ----------- | ------- | ---------------- |
| 5.      | 9 lutego  | 1958 | Badgastein   | Zjazd       | 2:28,5 min  | +5,0 s  | Toni Sailer      |
| 2.      | 24 lutego | 1960 | Squaw Valley | Slalom      | 2:08,9 min  | +1,4 s  | Ernst Hinterseer |
| 21.     | 8 lutego  | 1964 | Innsbruck    | Slalom      | 2:11,13 min | +8,51 s | Josef Stiegler   |